# Valeri Bortsjin
Valeri Viktorovitsj Bortsjin (Russisch: Валерий Викторович Борчин) (Povodimovo, 3 juli 1986) is een Russische snelwandelaar, die gespecialiseerd is in de 20 km snelwandelen. Hij werd olympisch kampioen en wereldkampioen in deze discipline.

## Biografie
Op 13 maart 2005 werd Bortsjin positief bevonden op efedrine en ingaande 1 juni 2005 voor een jaar geschorst. Enkele dagen na het opheffen van de schorsing werd hij Russisch kampioen op het 20 km snelwandelen. Later dat jaar won hij op dit onderdeel zilver bij de Europese kampioenschappen in Göteborg, achter de Spaanse Francisco Javier Fernández. In 2007 werd hij Europees kampioen onder 23 jaar op hetzelfde onderdeel.
Op 5 augustus 2008 werden Bortsjin, Aleksej Vojevodin en Vladimir Kanajkin genoemd als de drie Russische snelwandelaars, die uit de Russische olympische ploeg waren gezet vanwege een positieve test op epo bij een out-of-competition-controle op 20 april. Naderhand bleek niet Bortsjin te zijn geschorst, maar Viktor Boerajev, wegens het gebruik van epo. Op de Olympische Spelen van 2008 in Peking won Bortsjin een gouden medaille op het onderdeel 20 km snelwandelen. Met een tijd van 1:19.01 was hij de Ecuadoraan Jefferson Pérez (zilver; 1:19.15) en de Australiër Jared Tallent (brons; 1:19.42) te snel af.
Op de wereldkampioenschappen van 2009 in Berlijn won hij zijn volgende internationale titel. Hij won de 20 km snelwandelen in 1:18.41 en versloeg hiermee de Chinees Wang Hao en de Mexicaan Eder Sánchez.
Op de Olympische Spelen van 2012 in Londen deed hij op de 20 km snelwandelen tot op het laatst mee voor de medailles, maar op het eind viel hij compleet uitgeput neer. Bortsjin werd afgevoerd en kon de race dus niet afmaken.
Op 21 januari 2015 werd bekend, dat Bortsjin opnieuw werd geschorst voor de duur van acht jaar wegens schommelingen in de bloedwaarden in het biologisch paspoort. De ingangsdatum van de schorsing werd gesteld op 15 oktober 2012. Op het moment van de uitspraak was Bortsjin inmiddels gestopt met topsport.

## Titels
- Olympisch kampioen 20 km snelwandelen - 2008
- Wereldkampioen 20 km snelwandelen - 2009, 2011
- Europees kampioen 20 km snelwandelen U23 - 2007
- Russisch kampioen 20 km snelwandelen - 2006

## Persoonlijke records
| Onderdeel             | Prestatie | Datum            | Plaats      |
| --------------------- | --------- | ---------------- | ----------- |
| 10.000 m snelwandelen | 43.18,0   | 12 juni 2004     | Tsjeboksary |
| 10 km snelwandelen    | 38.11     | 30 mei 2009      | Krakow      |
| 20 km snelwandelen    | 1:17.38   | 28 februari 2009 | Adler       |

## Palmares

### 20 km snelwandelen
- 2006:  EK - 1:20.00
- 2007:  EK U23 - 1:20.43
- 2007: 9e Europacup - 1:21.13
- 2008:  Wereldbeker - 1:18.21
- 2008:  OS - 1:19.01
- 2009:  WK - 1:18.41
- 2011:  WK - 1:19.56
- 2012: DNF OS

1956: Leonid Spirin ·
1960: Volodymyr Holoebnytsjy ·
1964: Ken Matthews ·
1968: Volodymyr Holoebnytsjy ·
1972: Peter Frenkel ·
1976: Daniel Bautista ·
1980: Maurizio Damilano ·
1984: Ernesto Canto ·
1988: Jozef Pribilinec ·
1992: Daniel Plaza ·
1996: Jefferson Pérez ·
2000: Robert Korzeniowski ·
2004: Ivano Brugnetti ·
2008: Valeri Bortsjin ·
2012: Chen Ding ·
2016: Wang Zhen ·
2020: Massimo Stano ·
2024: Brian Pintado
1983: Ernesto Canto · 
1987: Maurizio Damilano · 
1991: Maurizio Damilano · 
1993: Valentí Massana · 
1995: Michele Didoni · 
1997: Daniel García · 
1999: Ilja Markov · 
2001: Roman Rasskazov · 
2003: Jefferson Pérez · 
2005: Jefferson Pérez · 
2007: Jefferson Pérez ·
2009: Valeri Bortsjin ·
2011: Valeri Bortsjin ·
2013: Aleksandr Ivanov ·
2015: Miguel Ángel López ·
2017: Éider Arévalo ·
2019: Toshikazu Yamanishi ·
2022: Toshikazu Yamanishi ·
2023: Álvaro Martín